# Main Street Historic District (New Hamburg, New York)

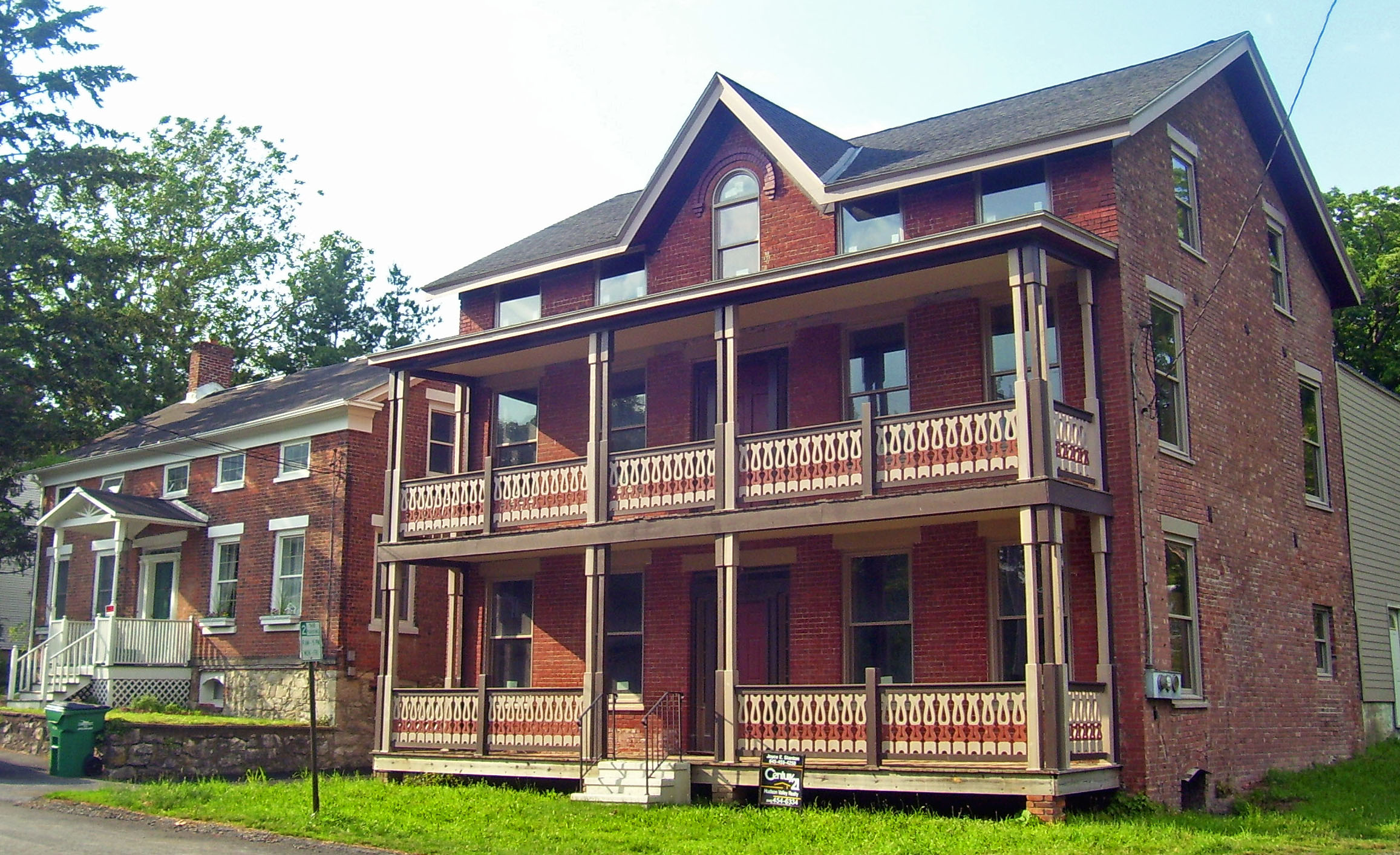
13 und 15 Main Street, New Hamburg (2008)

Der Main Street Historic District in  New Hamburg, New York befindet sich an der Hauptstraße des Ortes, westlich der Metro-North-Haltestelle New Hamburg. Die sechs Gebäude, die hier gemeinsam als Ensemble unter Denkmalschutz stehen, befinden sich auf einer Fläche von 4000 m² und sind ein intaktes Überbleibsel des Weilers, wie in der Mitte des 19. Jahrhunderts entstand, bevor die Hudson River Railroad erbaut wurde, die den Ort in zwei Hälften zerschnitt.
Die beitragenden Gebäude, drei Wohnhäuser, drei Geschäftshäuser, sind aus Ziegelsteinen gebaut und stellen anonyme Anwendungen der damals beliebten Baustile Neoklassizismus und Neugotik dar. Am 27. Februar 1987 wurden diese sechs Gebäude als Historic District in das National Register of Historic Places eingefügt. Es handelt sich dabei um das kleinste der 62 Main Street Historic Districts, die im Register verzeichnet sind.

## Gebäude
Der Bezirk umfasst alle Parzellen an der nördlichen Seite der Main Street zwischen der Railroad Avenue und der Bridge Street. Ein früheres Kirchengebäude auf der Südseite wurde in ein Apartmentgebäude umgewandelt und steht wegen dieser Umbauten nicht unter Denkmalschutz.
- 9A Main Street. Das zweistöckige Haus wurde in Holzständerbauweise um 1845 von John Lawson auf einem Ziegelstein- und Stein-Fundament erbaut. Es wurde später durch eine Terrasse mit Walmdach und toskanischen Säulen sowie einer gedrechselte Balustrade ergänzt.[2][3]
- 10 Main Street. Das zweistöckige verschindeltes kombinierte Geschäfts-/Wohnhaus wurde um 1876 erbaut.[2][4]
- 11 Main Street. Das anderthalbstöckige Haus in Holzständerbauweise auf einem Ziegelsteinsockel entstand um 1850 und ist eine Saltbox mit geringer Dachneigung, deren Dachtraufe durch kleine Oberlichter am Gesims betont wird.[2]
- 12 Main Street. Das anderthalbstöckiges Backstein-Wohnhaus auf einem steinernen Sockel wurde 1875 als Postamt für New Hamburg erbaut. Das austragende Dach ist paarweise von Auslegern unterstützt und hat spitze Endsäulen an den Ecken.[2][5]
- 13 Main Street. Das anderthalbstöckige Ziegelsteinhaus entstand in zwei Abschnitten um 1855 durch Conklin Bishop. Die dekorative Veranda wurde später hinzugefügt. Eine Garage aus jüngerer Zeit ist das einzige Bauwerk des Distrikts, das kein beitragendes Objekt ist.[2][6]
- 15 Main Street. Um 1855 als Central House Hotel erbaut, ist es das größte Gebäude des Denkmalschutzbezirks. Das fünfjöchige zweieinhalbstöckige Bauwerk mit einem Giebeldach aus Blech, dessen First jeweils mit einem Kamin beendet wird, hat an der Vorderseite eine doppelstöckige Veranda, die über die volle Länge des Gebäudes verläuft. Die Veranda hat gefasert Pfosten und dekorativ ausgesägte Balustraden. Das untere Stockwerk diente als Gasthaus und Gäste schliefen im oberen Stockwerk.[2][7]

## Geschichte
New Hamburg entstand als kleine Siedlung am Fluss, an dessen Point Street Schiffe Güter luden und abluden. Diese wurden über die Straße nach Poughkeepsie und Wappingers Falls gebracht. In den 1840er Jahren waren die meisten Grundstück an der Point Street vergeben und hinzukommende Bewohner begannen an der Main Street, einige Blöcke vom Flussufer entfernt, Häuser zu errichten. Das Haus 9A Main Street wurde von John Lawson erbaut, einem Abkömmling der frühesten europäischen Siedler in der Gegend. Es ist das älteste Haus im historischen Distrikt.
1848 begann der Bau der Hudson River Railroad. Ein knapp 250 m langer Tunnel – heute ein offener Graben – wurde an der Bergseite nördlich der Stadt errichtet und die Arbeiten daran trieben die Entwicklung der Main Street als geschäftliches Gebiet voran. Diese Entwicklung setzte sich fort, da eine Haltestelle für Passagiere und Einrichtungen zum Güterumschlag in Betrieb genommen wurden. Ein Stadtplan von 1858 zeigt, dass zu diesem Zeitpunkt von den sechs Häusern bereits vier standen und auf einer weiteren Karte aus dem Jahr 1876 sind alle sechs verzeichnet.
Die Eisenbahnstrecke, durch die die Main Street genährt wurde, verursachte letztlich den Niedergang. 1928 wurde die Bahnstrecke, inzwischen ein Teil der New York Central Railroad, von einem auf zwei Gleise erweitert und dabei wurde der niveaugleiche Bahnübergang an der Main Street zugunsten einer Überführung an der neuen Bridge Street einen Block weiter nördlich entfernt. Der Verkehr verlagerte sich auf die neue Straße und die Main Street wurde zu einer kurzen Seitenstraße, deren Bedeutung für die Einwohner des Ortes nur darin lag, dass sich hier der Laden an der Ecke befand.
Nach dem Zweiten Weltkrieg ging die Bedeutung der Eisenbahnstrecke selbst zurück, wodurch die wirtschaftlichen Aktivitäten in New Hamburg weiter zurückgingen. Die Eisenbahnstation wurde schließlich geschlossen und erst später als Haltestelle für Pendler durch die Metro-North Railroad wieder in Betrieb genommen. Die meisten Gebäude an der Main Street wurden deswegen zu Wohnzwecken umgestaltet.

## Ästhetik
Die Häuser aus der Mitte des 19. Jahrhunderts zeigen den Einfluss des Neoklassizismus, der zu diesem Zeitpunkt noch populär war. Die Form der Häuser ist rechtwinklig, das Gebäudeinnere ist jeweils auf die für diesen Stil übliche Haupthalle ausgerichtet. Die Fledermausgauben sind ein weiteres Merkmal, das bei diesen Gebäuden verwendet war.
Die später entstandenen Gebäude zeigen bereits den Aufstieg des neugotischen Baustils. Der steilaufragende Kreuzgiebel in der Gebäudemitte ist dabei das auffälligste Merkmal. Spätere Änderungen und Anbauten an den anderen Gebäuden wurden dadurch beeinflusst, am ehesten ist dies an dem Haus 9A von Lawson erkennbar.